# Guy Braibant
Pour les articles homonymes, voir Braibant (homonymie).
Guy Braibant, né le 5 septembre 1927 à Paris où il est mort le 25 mai 2008, est un juriste français, fils de Charles Braibant et petit-fils de Maurice Braibant. Il fut notamment président de la section du rapport et des études du Conseil d'État de 1985 à 1992.

## Biographie

### Études
Élève du lycée Janson-de-Sailly, licencié en lettres et en droit, diplômé de l'IEP de Paris, promu de l'ENA (promotion Paul Cambon en 1953).

### Carrière
Il entre comme auditeur au Conseil d'État. D'abord affecté au Centre de documentation de l’institution, il est de 1958 à 1974 commissaire du gouvernement au contentieux.
Guy Braibant fut aussi membre du Parti communiste français à partir de la fin de la Deuxième Guerre mondiale, jusqu'en 1984. Il favorisa l'évolution du PCF et participa notamment en 1975 à la rédaction du « projet de déclaration des libertés » lancée par ce parti.
En 1978, il fut nommé conseiller d'État.
De 1981 à 1983, il fut membre du cabinet de Charles Fiterman, ministre communiste des transports.
Bien qu'il ait quitté le PCF en 1984, lorsque les communistes renoncent à participer au gouvernement, la méfiance à l'égard de ces derniers le fait écarter de l'accès à la présidence de la section du contentieux. Il devient président de la section du rapport et des études au Conseil d'État en 1985, qui est élevée du statut de commission à celui de section pour l'accueillir. Il tient cette fonction de 1985 à 1992. Il est par la suite président de section honoraire.
Guy Braibant était par ailleurs professeur à Paris II, à l'IEP de Paris et à l'ENA.
De 1989 à 2005, il guida la codification en tant que vice-président - poste le plus élevé - de la commission supérieure de codification.
En 1996, il rédigea à la demande d'Alain Juppé un rapport sur les archives publiques en France.
Il participa à la Convention sur la charte des droits fondamentaux. Il fut aussi vice-président de la Commission nationale consultative des droits de l'homme.
Il est l'auteur, avec Marceau Long, Prosper Weil, Pierre Delvolvé, Bruno Genevois, des Grands Arrêts de la jurisprudence administrative, un classique des ouvrages de droit administratif, dont la première édition en 1956 est préfacée par René Cassin et Marcel Waline.

### Institut français des sciences administratives
Guy Braibant est pendant plusieurs années membre de l'Institut français des sciences administratives. Il fut président de l’Institut international des sciences administratives entre 1992 et 1995, après en avoir été le directeur général entre 1979 et 1981.

## Hommages et distinctions
- Grand officier de la Légion d'honneur en 1999[6].
- Une promotion de conseillers de tribunal administratif et de cour administrative d'appel a porté son nom à titre d'hommage.

## Œuvres et publications

### Ouvrages
- Marceau Long, Prosper Weil, Guy Braibant, Pierre Delvové, Bruno Genevois, Les Grands Arrêts de la jurisprudence administrative, Dalloz, 2007 (ISBN 978-2-247-07424-2).
- Guy Braibant et Bernard Stirn, Le droit administratif français, Presses de Sciences Po et Dalloz, 7e éd., 2005 (ISBN 978-2-247-05912-6).

### Sélection d’articles
- La jeunesse intellectuelle française, conférence donnée au Caire le 21 janvier 1948 ;
- Pour une grande loi, Pouvoirs, 1991, n° 56, p. 109 ;
- Le rôle du Conseil d’État dans l'élaboration du droit, in Mélanges René Chapus, Paris, LGDJ, coll. « Anthologie du droit », décembre 2013 (1re  éd. 1992), p. 91 ;
- Perspectives, Revue Administrative, 2000, n° spécial 3, p. 199 ;
- Qu’est-ce qu’un grand arrêt ?, AJDA, 2006, p. 1428.

### Ouvrages
- Collectif, L’État de droit : mélanges en l'honneur de Guy Braibant, Paris, Dalloz, 1996, 817 p.
- Collectif (dir. Françoise Fabiani-Braibant, Jacques Fournier, Bruno Genevois), Guy Braibant, juriste et citoyen, Paris, Dalloz, 2011, 280 p.
- Sylvie Braibant, Les Dissemblables,  : Guy Braibant et Michla Gielman : de Varsovie à Paris en passant par Le Caire, Lhormond, Le Bord de l'eau, 2022, 304 p.

### Articles
- Marceau Long, « Guy Braibant », l’ENA hors les murs, août-sept. 2008, p. 59.